# Вигодська сільська рада (Черняхівський район)
Вигодська сільська рада — колишня адміністративно-територіальна одиниця та орган місцевого самоврядування в Черняхівському районі Волинської округи та Київської області УРСР з адміністративним центром у селі Вигода.

## Населені пункти
Сільській раді на момент ліквідації були підпорядковані населені пункти:
- с. Вигода
- с. Тартак
- кол. Людмилівка

## Населення
Кількість населення ради, станом на 1923 рік, становила 1 008 осіб, кількість дворів — 187.
Кількість населення сільської ради, станом на 1924 рік, становила 1 342 особи.

## Історія та адміністративний устрій
Утворена 1923 року в складі сіл Вигода, Поправка, Тартак та колоній Дворище, Людмилівка Пулинської волості Житомирського повіту Волинської губернії. 7 березня 1923 року увійшла до складу новоствореного Черняхівського району Житомирської (згодом — Волинська) округи. 24 серпня 1923 року кол. Дворище відійшла до складу Дубовецької сільської ради, зі складу котрої було перечислено кол. Журафина.
22 лютого 1924 року с. Поправка та кол. Журафина були передані до складу Садківської сільської ради Троянівського району.
Ліквідована 11 квітня 1934 року; села Вигода й Тартак відійшли до складу Садківської сільської ради, кол. Людмилівка — до складу новоствореної Іванківської сільської ради Черняхівського району Київської області.